# 九阶KdV方程
九阶KdV方程(Ninth order KdV equation)是一个非线性偏微分方程：
{\displaystyle U[t]+6*U*U[x]+U[x,x,x]-U[x,x,x,x,x]+\alpha *U[x,x,x,x,x,x,x]+\beta *U[x,x,x,x,x,x,x,x,x]=0}
其中
U[t] 代表 {\displaystyle {\frac {\partial u(x,t)}{\partial t}}}
U[x,x,x] 代表 {\displaystyle {\frac {\partial ^{3}u(x,t)}{\partial x^{3}}}}
余类推。

## 解析解
{\displaystyle w[1]:=(3816888075/22609585952)*sech(0.94052142507806327828e-5*sqrt(150156069)*(x-(11862900/3364741)*t))^{8}}
{\displaystyle w[2]:=(3816888075/22609585952)*csch(0.94052142507806327828e-5*sqrt(150156069)*(x-(11862900/3364741)*t))^{8}}
{\displaystyle w[3]:=83040300/706549561+(3816888075/22609585952)*sech(0.94052142507806327828e-5*sqrt(150156069)*(x+(11862900/3364741)*t))^{8}}
{\displaystyle w[4]:=83040300/706549561+(3816888075/22609585952)*csch(0.94052142507806327828e-5*sqrt(150156069)*(x+(11862900/3364741)*t))^{8}}
{\displaystyle w[5]:=(3816888075/22609585952)*sec(0.94052142507806327828e-5*sqrt(150156069)*(x-(11862900/3364741)*t))^{8}}
{\displaystyle w[6]:=(3816888075/22609585952)*csc(0.94052142507806327828e-5*sqrt(150156069)*(x-(11862900/3364741)*t))^{8}}
{\displaystyle w[7]:=83040300/706549561+(3816888075/22609585952)*sec(0.94052142507806327828e-5*sqrt(150156069)*(x+(11862900/3364741)*t))^{8}}
{\displaystyle w[8]:=83040300/706549561+(3816888075/22609585952)*csc(0.94052142507806327828e-5*sqrt(150156069)*(x+(11862900/3364741)*t))^{8}}
{\displaystyle w[9]:=(3816888075/22609585952)*sech(0.94052142507806327828e-5*sqrt(150156069)*(x-(11862900/3364741)*t))^{8}*(x-6*C1*t+C2)}
{\displaystyle }
{\displaystyle }
{\displaystyle }
{\displaystyle }
{\displaystyle }
{\displaystyle }

## 行波图
|  |  |  |  |

|  |  |  |  |

|  |  |  |  |